# Макуши (народ)
Макуш́и (порт. Macuxi) — коренной индейский народ, живущий в пограничье южной Гайаны, северной Бразилии (штат Рорайма) и восточной части Венесуэлы. Они также известны как макуси, макусси, теуэйя и тевейя.

## Язык
Макуши говорят на макуши, языке из подгруппы языков макуши-капон, которая является частью карибской семьи языков. Смотря на регион, народ может говорить также на местных языках: португальский в Бразилии, испанский в Венесуэле и английский в Гайане. Язык макуши использует латинскую письменность. Новый Завет был переведен на макуши в 1996 году.

## Культура
Макуши живут в деревнях, соединённых тропинками и путями. Дома в их деревнях строятся вокруг центрального дворика. Макуши в браке живут в деревне, где живёт семья жены. Тесть играет большую роль в родстве макушей.
Устная история описывает макушей как потомков детей солнца, которые создали огонь. Также, макуши верят в то, что они открыли Вашаку (макуши Washacá) — древо жизни. Макуши верят в жизненный принцип, сткатон, и они верят что он связан с солнцем.
У макушей есть несколько эпических героев, среди которых:
- Макуньема (Macunaima) — герой, создатель народа макушей. Его имя значит «он работает ночью».
- Инсикиран (также известный как Пиа, Insikiran) — младший брат Макуньемы.
- Канайма (Canaima) — злой дух, порабощающий людей, превращающий их в опасных животных или заставляющий убивать в гневе. Некоторые наёмные убийцы специально призывали Канайму приемом наркотиков или особыми ритуалами, дабы тот поработил их тело.[4]

## История

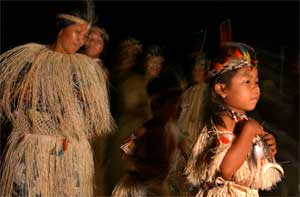
Макуши танцуют

Катберт Кэри-Элвс, иезуитский миссионер поселился в регионе Рупунуни в Гайане в 1909 году, и жил больше 23 лет вместе с макушами, выучив их язык.
В XVIII веке, европейские колонизаторы захватили территорию Макуши, строя новые фермы и деревни, вынуждая макушей переселяться.
Правительство Бразилии построило школы и больницы для макушей, и с 2005 года они агитируют признание их земельных прав по всей Бразилии. Некоторые макуши имеют очень хорошее образование. Джоэния Уапишана (порт. Joênia Wapixana) стала первым юристом-индианкой которая дала речь на Высшем федеральном трибунале Бразилии.